# Diane Morgan
Diane Morgan, née le 5 octobre 1975 à Bolton, est une actrice, présentatrice de télévision et écrivaine britannique. Elle est notamment célèbre pour le personnage de Philomena Cunk qu'elle interprète dans Weekly Wipe de Charlie Brooker et dans plusieurs autres faux documentaires. Elle joue également dans la sitcom Motherland de la BBC Two, dans la série d'humour noir After Life de Netflix et dans la série comique Mandy de la BBC Two.

## Biographie

### Jeunesse
Diane Morgan naît à Bolton (Grand Manchester), le 5 octobre 1975. Son père est  physiothérapeute et sa mère ne travaille pas, elle a un frère. Elle grandit dans les villes voisines de Farnworth et Kearsley, et fréquente l'école George-Tomlinson à Kearsley,. À 20 ans, elle étudie à la East 15 Acting School de Loughton. Elle déclare dans une interview en 2020 : « Il y avait quelques acteurs du côté paternel de la famille : Julie Goodyear, Frank Finlay et Jack Wild. Quelle dynastie. Nous sommes comme les Redgraves. Julie a une touche de Mandys, en fait. Peut-être que je pourrais la choisir comme la mère de Mandy ».

### Carrière
Diane Morgan tient un petit rôle, celui de Dawn, dans Phoenix Nights de Peter Kay avant d'exercer divers emplois, notamment comme assistante dentaire, télévendeuse, éplucheuse de pommes de terre dans une friterie, vendeuse d'Avon et emballeuse de comprimés de vermifuge dans une usine. Elle fait ensuite ses premiers essais en tant que comédienne de stand-up. Elle se classe deuxième du prix Hackney Empire New Act of the Year en 2006 et deuxième des Funny Women Awards 2006.
Avec Joe Wilkinson, elle forme ensuite un duo de comédie à sketchs  appelé Two Episodes of Mash. À partir de 2008, ils se produisent au Edinburgh Festival Fringe pendant trois années consécutives,,, et en 2010, ils sont apparus dans l'émission d'information satirique de Robert Webb, Robert's Web. En 2012, le duo termine sa deuxième série radiophonique de la BBC (avec David O'Doherty) et apparait dans l'émission Live at the Electric de la BBC Three.
En 2012, elle apparaît dans Him and Her, qui met en vedette Joe Wilkinson, et en 2013, elle joue le rôle de Nicola dans la série télévisée Pat and Cabbage. En 2014, elle fait une apparition dans la série télévisée Utopia, en tant que Tess, et en 2015, elle apparaît dans deux épisodes de Drunk History.

### Philomena Cunk
Son rôle le plus connu est son interprétation de Philomena Cunk, une intervieweuse et commentatrice extrêmement stupide et mal informée sur l'actualité. Le personnage apparait pour la première fois dans un segment régulier de Charlie Brooker's Weekly Wipe (2013–2015). Cunk est depuis apparu dans d'autres contextes de faux documentaires. En décembre 2016, elle présente Cunk on Christmas sur BBC Two. En avril 2018, le faux documentaire historique en cinq parties Cunk on Britain commence à être diffusé sur BBC Two,. Toujours en 2018, Morgan écrit Cunk on Everything: The Encyclopedia Philomena, publié par Two Roads le 1er novembre,. En décembre 2019, elle apparaît en tant que Cunk pour de courts épisodes de Cunk and Other Humans, une fois de plus sur BBC Two. Elle revient dans un épisode unique de Charlie Brooker's Weekly Wipe intitulé Antiviral Wipe, sur la pandémie de Covid-19, en mai 2020. Une nouvelle série, Planète Cunk (Cunk on Earth), diffusée en septembre 2022 sur la BBC puis sur Netflix, compte 5 épisodes. En décembre 2024, Philomena Cunk fait son retour sur ces deux mêmes canaux avec un épisode spécial, La Vie selon Cunk (Cunk on Life).

### Autres rôles
Diane Morgan joue le rôle du gourou des relations publiques de David Brent dans le film David Brent: Life on the Road (2016). Elle apparaît dans plusieurs courts métrages, dont The Boot Sale, qui est sélectionné pour le concours de films Virgin Media Shorts 2010,.
En 2016, elle joue Mandy dans la comédie Rovers de Sky1, apparaissant dans les six épisodes de la première série. Elle est également apparue dans le pilote de la comédie de la BBC2, We the Jury, en tant qu'Olivia[réf. nécessaire]. Elle joue ensuite le rôle de la réceptionniste Talia dans la comédie dramatique de Sky Mount Pleasant et Liz dans la sitcom Motherland de la BBC2.
Diane Morgan joue Kath dans la série comique noire de Netflix After Life, écrite par Ricky Gervais. Elle joue dans la sitcom Gold The Cockfields, toujours aux côtés de Joe Wilkinson, et dans la comédie dramatique Frayed en 2019. La même année, elle écrit, réalise et joue dans le court métrage comique Mandy de la BBC2, décrit comme « une comédie de Diane Morgan sur Mandy, une femme qui veut vraiment, vraiment un canapé, et ne reculera devant rien pour l'obtenir ». Carol Decker apparait dans son propre rôle dans le court métrage. Elle revient en août 2020 pour la série complète Mandy, avec Shaun Ryder, Maxine Peake et Natalie Cassidy dans des rôles d'invités. Une émission spéciale de Noël, We Wish You a Mandy Christmas, vaguement basée sur Un chant de Noël, a été diffusée en décembre 2021.
Toujours en 2020, elle interprète le rôle de Gemma Nerrick dans le faux documentaire britannique Death to 2020, créé par Charlie Brooker et Annabel Jones. Elle reprend ce rôle dans Death to 2021. Elle double le personnage 105E dans la série d'animation Elliott le Terrien, diffusée en 2021 sur Cartoon Network.
En avril 2022, Diane Morgan joue le rôle de Donna dans le premier épisode de la septième série d'Inside No. 9. En décembre 2022, elle reprend son rôle de Liz dans Motherland pour le spécial de Noël,.

## Vie privée
Morgan vit dans le quartier de Bloomsbury à Londres avec son petit ami Ben Caudell, producteur de comédie de la BBC.
Elle est végétarienne et activiste pour les droits des animaux,.

## Filmographie
| Année       | Titre                         | Rôle                | Notes                                                    |
| ----------- | ----------------------------- | ------------------- | -------------------------------------------------------- |
| 2002        | Phoenix Nights                | Dawn                | Épisode : Stars in their Eyes ; non-créditée             |
| 2003        | La Jalousie                   | Sally               | Court métrage                                            |
| 2010        | The Boot Sale                 | Diane               | Court métrage                                            |
| 2010        | Robert's Web                  | Divers              | 4 épisodes                                               |
| 2011–2012   | Mount Pleasant                | Talia               | 12 épisodes                                              |
| 2012        | The Royal Bodyguard           | Sharon              | Épisode : Bullets over Broad Street                      |
| 2012        | Games On                      | Elaine Price        | Épisode : XXXL                                           |
| 2012        | Get Lucky                     | Claire Trott        | Court métrage                                            |
| 2012        | The Work Experience           | Susan Butler        | 6 épisodes                                               |
| 2012        | Him and Her                   | Gina                | 3 épisodes                                               |
| 2012        | Complaints                    |                     | Court métrage vidéo                                      |
| 2013        | Cheese by Mouth               | Val                 | Court métrage                                            |
| 2013        | Pat - Cabbage                 | Nicola              | 6 épisodes                                               |
| 2013        | Alan Partridge: Alpha Papa    | Fille dans la foule |                                                          |
| 2013–2020   | Charlie Brooker's Weekly Wipe | Philomena Cunk      | 17 épisodes                                              |
| 2014        | Utopia                        | Tess                | 2 épisodes                                               |
| 2014        | The Mimic                     | Psychoanalyste      | Série 2 : Épisode 3                                      |
| 2014        | Paradise Males                | Pam                 | Court métrage                                            |
| 2014        | What's Wrong?                 | Femme               | Court métrage                                            |
| 2015        | Baguettes                     | Femme sur le banc   | Court métrage                                            |
| 2015        | Uncle                         | Suzan               | 2e saison : Épisode 5                                    |
| 2015        | Three Kinds of Stupid         | Mittens             |                                                          |
| 2016        | Avant toi                     | Sharon              |                                                          |
| 2016        | Rovers                        | Mandy               | 6 épisodes                                               |
| 2016        | David Brent: Life on the Road | Briony Jones        |                                                          |
| 2016        | We the Jury                   | Olivia              | L'épisode pilote                                         |
| 2016        | Damned                        | Phoebe Ravenscroft  | 1re saison : Épisode 4                                   |
| 2016–2018   | Cunk on Britain               | Philomena Cunk      | 5 épisodes                                               |
| 2016–2022   | Motherland                    | Liz                 | 20 épisodes                                              |
| 2017        | Funny Cow                     | Margaret            |                                                          |
| 2018        | Chris P. Duck                 | Tracey              | 6 épisodes                                               |
| 2018        | Thawed                        | Diane               | Court métrage ; aussi auteure                            |
| 2018–2019   | The Archiveologists           |                     | Voix uniquement ; 6 épisodes ; aussi auteure             |
| 2019        | The Cockfields                | Donna               | 3 épisodes                                               |
| 2019        | Cunk and Other Humans on 2019 | Philomena Cunk      | 6 épisodes de cinq minutes                               |
| 2019–2021   | Frayed                        | Fiona               | 12 épisodes                                              |
| 2019–2022   | After Life                    | Kath                | 18 épisodes                                              |
| Depuis 2019 | Mandy                         | Mandy Carter        | 14 épisodes ; aussi écrivaine, directrice et productrice |
| 2020        | Death to 2020                 | Gemma Nerrick       |                                                          |
| 2021        | Elliott le Terrien            | 105E                | Voix uniquement ; 2 épisodes                             |
| 2021        | Intelligence                  | Charlotte           | 3 épisodes                                               |
| 2021        | Death to 2021                 | Gemma Nerrick       |                                                          |
| 2022        | Inside No. 9                  | Donna               | 7e saison ; épisode 1                                    |
| 2022        | Sandman                       | Gryphon             | Voix uniquement ; Épisode : Dream of a Thousand Cats     |
| 2022        | Planète Cunk                  | Philomena Cunk      | [ 38 ]                                                   |
| 2022        | Our Boarding School           | Narratrice          |                                                          |